# Katie Mack

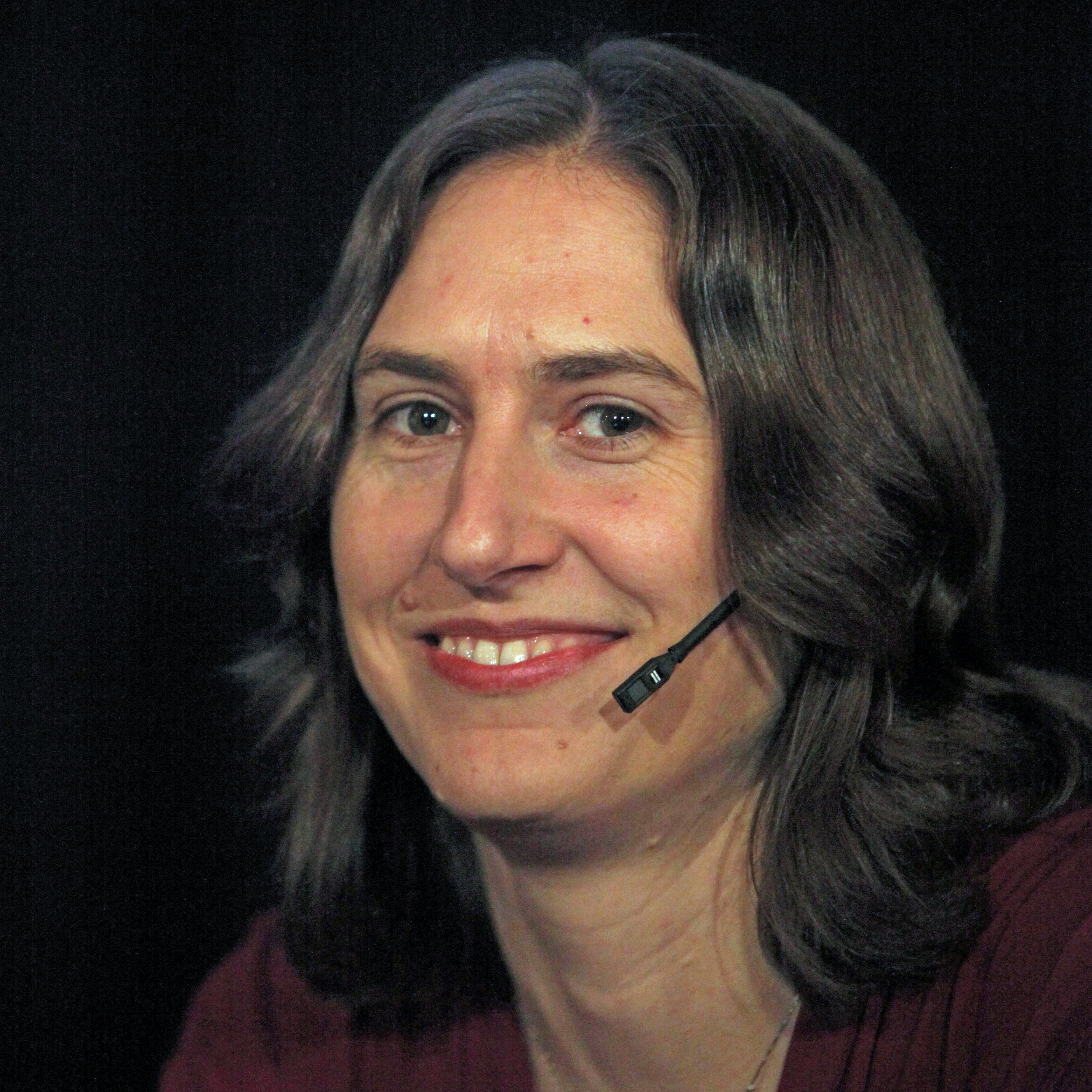
Katie Mack (2019)

Katherine J. Mack (geboren am 1. Mai 1981) ist eine theoretische Kosmologin und Assistenzprofessorin an der North Carolina State University. Ihre Forschung untersucht die Dunkle Materie, den Vakuumzerfall und die Reionisierungsepoche. Mack ist aktiv in der Wissenschaftskommunikation, in sozialen Medien und durch Beiträge in Scientific American, Slate, Sky & Telescope, Time und Cosmos.

## Kindheit und Ausbildung
Mack interessierte sich bereits als Kind für Wissenschaft und baute solarbetriebene Autos aus Legobauteilen. Ihre Mutter ist ein Fan von Science-Fiction und ermutigte Mack, sich Star Trek und Star Wars anzuschauen. Ihr Großvater war Student am California Institute of Technology (Caltech) und arbeitete an der Apollo 11-Mission mit. Nachdem sie Vorträge von Wissenschaftlern wie Stephen Hawking besucht hatte, wollte sie wissen, wie das Universum funktioniert und interessierte sich besonders für die Raumzeit und den Urknall. Ihren Bachelor-Abschluss in Physik erhielt sie 2003 am Caltech. Mack promovierte 2009 in Astrophysik an der Princeton University. Ihre Doktorarbeit über das frühe Universum wurde von Paul Steinhardt betreut.

## Forschung und Karriere
Nach ihrer Promotion trat Mack der University of Cambridge bei als Science and Technology Facilities Council (STFC) Postdoc am Kavli Institute for Cosmology. Später im Jahr 2012 war sie Fellow des Discovery Early Career Researcher Award (DECRA) an der Universität Melbourne. Mack war dort am Bau des Detektors für dunkle Materie SABRE beteiligt.
Im Januar 2018 wurde Mack Assistenzprofessorin und Mitglied des Leadership in Public Science Clusters des Fachbereichs Physik an der North Carolina State University.
Mack arbeitet an der Schnittstelle zwischen Grundlagenphysik und Astrophysik. Ihre Forschung befasst sich mit dunkler Materie, Vakuumzerfall, der Bildung von Galaxien, beobachtbaren Spuren der kosmischen Evolution (COSMOS, Hubble-Weltraumteleskop-Projekt) und der Reionisierungsepoche. Mack beschrieb die Dunkle Materie als eines der „dringlichsten Rätsel“ der Wissenschaft. Sie hat an der Selbstvernichtung der Dunklen Materie gearbeitet und untersuchte, ob die Anreicherung dunkler Materie zum Wachstum primordialer Schwarzer Löcher (PBHs) führen kann. Sie arbeitete außerdem an den Auswirkungen dieser schwarzen Löcher auf die Hintergrundstrahlung. Zunehmend interessierte sie sich auch für das Ende des Universums.

## Öffentliches Engagement und Wissenschaftskommunikation
Mack ist sowohl in den sozialen als auch in den traditionellen Medien stark als Wissenschaftskommunikatorin vertreten. Ihr Twitter-Account gehört weltweit zu den meistbesuchten Accounts von professionellen Wissenschaftlern. Motherboard und Creative Cultivate beschrieben sie als „Social Media-Berühmtheit“.
Mack ist eine populärwissenschaftliche Schriftstellerin und veröffentlichte Artikel unter anderem in The Guardian, Scientific American, Slate, The Conversation, Sky & Telescope, Gizmodo, Time und Cosmos, sowie der BBC ihre Expertise zur Verfügung gestellt. Macks Twitter-Account AstroKatie hat Stand Mai 2020 über 350.000 Follower. Ihre Reaktion auf einen Klimawandelleugner auf Twitter erreichte Mainstream-Berichterstattung, ebenso wie ihr „Chirp for LIGO“ beim ersten Nachweis von Gravitationswellen.
2017 war sie die Dozentin der „Women in Physics“ des Australian Institute of Physics und hielt in dieser Funktion drei Wochen lang Vorträge an Schulen und Universitäten in ganz Australien.
Im Februar 2019 erschien Mack in einer Episode von „The Jodcast“, einem Astronomie-Podcast, und sprach über ihre Arbeit und ihre Wissenschaftskommunikation. Mack war Mitglied der Jury für den Alfred P. Sloan Prize beim Sundance Film Festival 2019. Im Jahr 2019 verwies Hozier auf dem Titel 'No Plan' seines Albums Wasteland, Baby! auf Katie Mack: “As Mack explained, there will be darkness again” (deutsch: „Wie Mack erklärt hat, wird es wieder Dunkelheit geben“).
Sie ist Mitglied der Sloan Science & Film Community, wo sie an Science-Fiction arbeitet.
Ihr erstes Buch, The End of Everything, erschien im August 2020 bei Simon & Schuster. Es beschreibt und erkundet fünf verschiedene Möglichkeiten, wie das Universum enden könnte. Simon & Schuster gewannen die Rechte an Macks erstem Buch gegen acht Mitbietende. Eine deutsche Übersetzung erschien 2021 unter dem Titel Das Ende von allem*.
Seit dem 24. April 2024 ist Mack Co-Host des Podcast „Crash Course Pods: The Universe“, in dem sie, mit ihrem Co-Host John Green, die Geschichte des Universums erklärt und in einzelne Themen wie den Urknall und Schwarze Löcher tiefer eintaucht.